# Аламо (Тенеси)
Аламо (енгл. Alamo) град је у америчкој савезној држави Тенеси.

## Демографија
По попису из 2010. године број становника је 2.461, што је 69 (2,9%) становника више него 2000. године.
| Група             | 2000.         | 2010.         |
| Белци             | 1.802 (75,3%) | 1.734 (70,5%) |
| Афроамериканци    | 510 (21,3%)   | 390 (15,8%)   |
| Азијати           | 3 (0,1%)      | 2 (0,1%)      |
| Хиспаноамериканци | 56 (2,3%)     | 294 (11,9%)   |
| Укупно            | 2.392         | 2.461         |